# Conde de Calheiros
Conde de Calheiros é um título nobiliárquico criado por D. Carlos I de Portugal, por Decreto de 20 de Março de 1890, em favor de Francisco Lopes Calheiros e Meneses.
Titulares
1. Francisco Lopes Calheiros e Meneses, 1.° Conde de Calheiros.

Após a Implantação da República Portuguesa, e com o fim do sistema nobiliárquico, usaram o título: 
1. Francisco Lopes Calheiros e Meneses, 2.° Conde de Calheiros;
2. Francisco da Silva Calheiros e Meneses, 3.° Conde de Calheiros.